# Chrysler 200
El Chrysler 200 es un automóvil de tamaño mediano producido por el fabricante estadounidense Chrysler desde 2010 hasta 2016. Servía como entrada de gama a la marca.
El nombre 200 apareció por primera vez en un prototipo de vehículo híbrido mostrado en el Salón del Automóvil de Detroit en 2009, llamado el 200C. El prototipo se basó en el Chrysler 300. Mientras que el jefe de ventas de Chrysler, Steven Landry, dijo que había sido aprobado para la producción, el director ejecutivo Sergio Marchionne dijo más tarde que no era práctico. El prototipo 200C fue diseñado para poder alojar ya fuese un motor de gasolina tradicional, uno híbrido o un sistema de propulsión eléctrica.

## Primera generación (2010-2014)

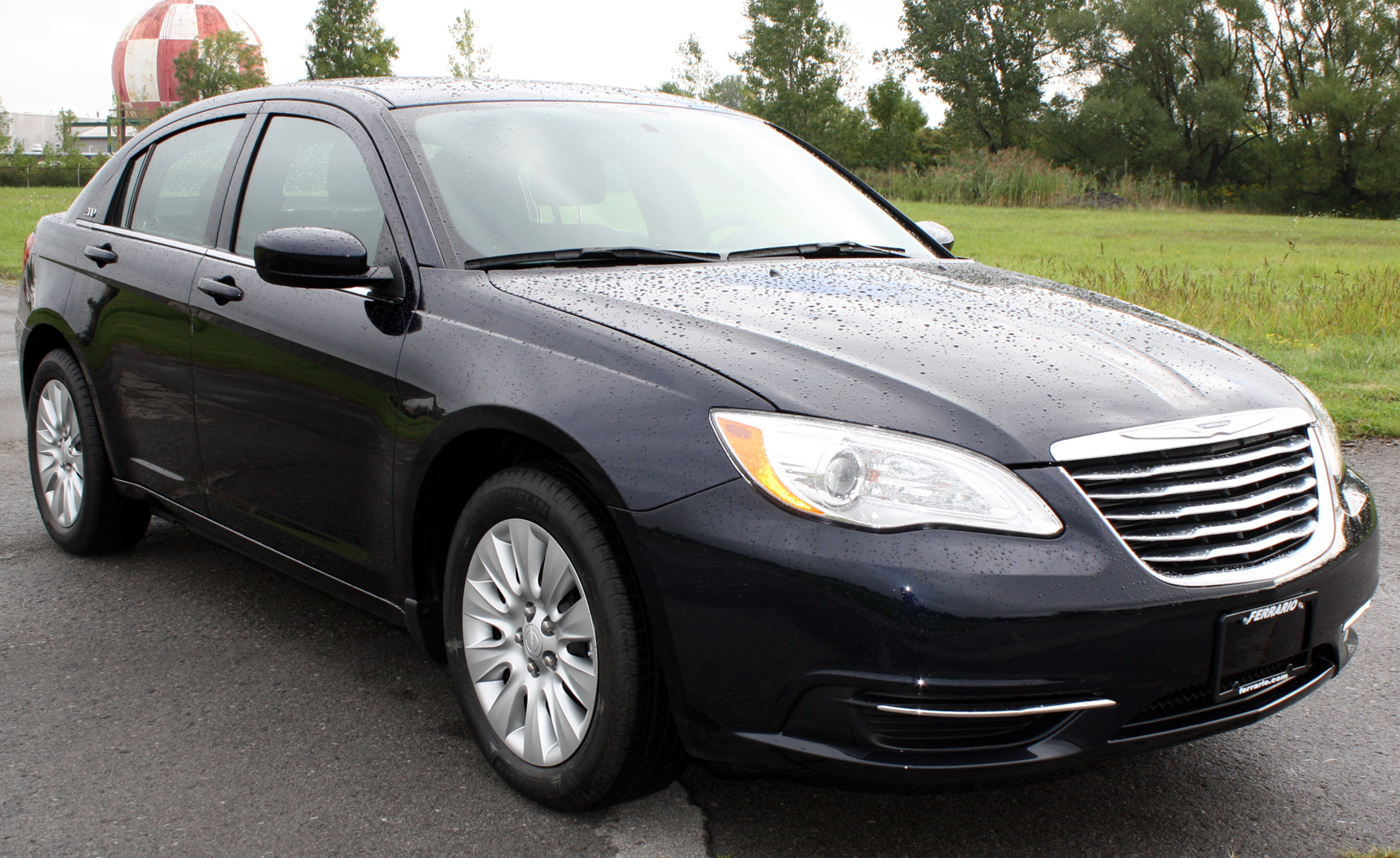
Chrysler 200 (JS)

El Chrysler 200 de primera generación fue un reestilizado, renombrado, y reestructurado Sebring/Cirrus. Aunque la plataforma del Sebring se ha mantenido, se han producido numerosos cambios cosméticos y de tren motriz al 200. El motor de 2.4 L de cuatro cilindros con 173 caballos de fuerza (129 kW) y 166 libras·pie (225 Nm), ya sea con una de cuatro velocidades o transmisión automática de seis velocidades es mantenido. El nuevo motor Pentastar 3.6 L V6 de Chrysler también se ofrece, con una transmisión automática de seis velocidades, que genera 283 caballos de fuerza (211 kW) y 260 libras pie (350 Nm) de torque. También se ofrece una versión de combustible flexible del motor 3.6 L Pentastar. Otros cambios incluyen soportes más rígidos en el cuerpo, una tasa de conducción más suave, geometría de la suspensión revisada, una nueva barra estabilizadora trasera, y llantas de mayor categoría. El 200 también presenta más características premium que el Sebring, como la iluminación LED, más grueso acolchado asiento con materiales de mayor calidad, junto con las nuevas medidas para reducir el ruido, la vibración y la dureza.
El 200 es producido en la planta de montaje de Sterling Heights y llegó a los concesionarios en diciembre de 2010. Un modelo convertible de 2 puertas se añadió a principios de 2011 con las mismas opciones de motor.
El 200 y el coche de la hermana Dodge Avenger se clasificaron los "más americana" Made sedanes y convertibles por The Kogod Made in America Index Auto en 2013.
Según Edmunds 'Acevedot, "Al cambiar el nombre, Chrysler fue capaz de dejar su oferta de tamaño mediano y montar los faldones del Chrysler 300, con el fin de alentar a los consumidores a pensar en el 200 como el hermano menor del 300, el modelo insignia"; fue lanzado como una generación totalmente nueva al mismo tiempo que el 300. Acevedot también señaló que el cambio de nombre tuvo el beneficio añadido de distanciarse de su predecesor, un vehículo notorio por sus problemas de calidad.

### Lancia Flavia
En Europa, el 200 se vendió como Lancia Flavia desde principios de 2012. Sin embargo, en Estados Unidos solo se vende como Flavia la versión descapotable.
El Lancia Flavia/Chrysler 200 solo está disponible en los mercados de circulación por la derecha, y no se dispone de una versión para circular por la izquierda adaptada a los mercados del Reino Unido e Irlanda. Se ha informado de que el cambio de la placa de identificación de "Sebring" a "200"supuso una diferencia considerable en las ventas.
Un nuevo modelo Flavia S fue introducido para el modelo del año 2014, como ocurre con todos los modelos de Lancia. El modelo es idéntico al Chrysler 200S.

## Segunda generación (2014-2016)
Sergio Marchionne anunció que el modelo de primera generación será de corta duración y el modelo de segunda generación va a aparecer en los salones del automóvil el próximo enero de 2014. El 10 de junio, se sabe que el modelo será programado para el año modelo 2015 y mantendría la placa de identificación "200". Se basará en el nuevo Fiat-Chrysler compacta plataforma ancha, que también es utilizado por el Dodge Dart, así como el 2014 Jeep Cherokee.
El 13 de enero de 2014, el 2015 Chrysler 200 fue revelado al público en el Salón del Automóvil de Detroit y el Salón del Automóvil de Michigan en 2014. El nuevo Chrysler 200 es un coche completamente nuevo basado en Chrysler Compacto EE. UU. Amplia plataforma ( CUSW ) . El 200 llegará ya sea con una opción de un 2.4L TigerShark ( 184 caballos de fuerza y 173 lb - ft), o 3.6 L motor Pentastar ( 295 caballos de fuerza y 262 lb - ft ) que se acopla a una transmisión automática de 9 velocidades que se ayudar al coche alcanzar 35 mpg en carretera. Un nuevo sistema de tracción total estará disponible con el motor de 3,6 litros . Es un sistema que cuenta con un eje trasero completamente desconexión que mejora la economía de combustible . El sistema sólo se activa cuando el vehículo detecta las condiciones adversas de la carretera y enviará potencia a las cuatro ruedas y se apagará cuando no se necesita toda la impulsión de la rueda . El 200 también ofrecerá un sistema de arranque / parada con el motor 2.4 L TigerShark que le ayudará a aumentar el ahorro de combustible . El nuevo 200 contará con un mando giratorio electrónico en lugar de una palanca de cambios estándar. El 200 vendrá con botón pulsador estándar comenzar en todos los niveles de acabado y tendrá una disposición de 8.4 pulgadas Uconnect (TM ) de pantalla táctil, así como un nuevo parque activo sistema de asistencia . El 200 competirá directamente con el Toyota Camry, el Nissan Altima, Mazda 6, Subaru Legacy, Hyundai Sonata, Kia Optima, Volkswagen Passat, Ford Fusion, Chevrolet Malibu y el Honda Accord. El nuevo Chrysler 200 vendrá en cuatro niveles de equipamiento, LX, Limited, S y C, y estará disponible en una amplia gama de nuevos colores. El coche se fabricará en la planta de montaje de Sterling Heights en Sterling Heights, Michigan. La planta ha visto mejoras recientes en el taller de pintura para ayudar con la producción de nuevos vehículos.
" El 2015 Chrysler 200 estrena un diseño exterior hermoso que ofrece la nueva " cara "de la marca Chrysler - un reflexivo, exquisitamente hecho a mano interior y una experiencia de conducción excepcional ... " En el exterior del nuevo 200 cuenta con el uso de las luces traseras LED como así como el día de LED luces de marcha y las luces antiniebla . El exterior también contará con escape integrado, nuevo opcional de 19 pulgadas Hyper Negro o llantas de aluminio pulido , acabado de cromo en el modelo 200C de gama alta o tachado el ajuste en el modelo 200S para un look más deportivo. El interior también está cargado con nueva tecnología, como un cuadro de instrumentos LED a todo color de 7 pulgadas que permite al conductor comunicarse plenamente con el vehículo. Asimismo, el 200 cuenta con un pase a través de la consola central que ofrece a los conductores más capacidad de almacenamiento , así como un sistema de Alpine 9 altavoces y subwoofer opcional y un doble techo solar panorámico . El nuevo Chrysler 200 también contará con un sistema de entrada sin llave que puede detectar el dispositivo de llave y abrir automáticamente la puerta o el maletero cuando está cerca . Otro equipamiento de serie incluye el control electrónico de estabilidad, frenos de disco en las cuatro ruedas y la parte trasera hasta la cámara . Se espera que en el 2015, el Chrysler 200 saldrá a la venta en el segundo trimestre de 2014 y tendrá un precio base de $ 21,700 exluding un cargo de destino de $ 995. El 200 convertible se ha caído.
Las ventas del nuevo Chrysler 200 se iniciará en junio de 2014, con el conjunto de la producción a partir de un mes antes (al igual que con el Dodge Dart en 2012)

### Prestaciones y resumen de mecánicas
| Mecánica | Inicio | Fin | Familia    | Tecnología | Combustible | Cil. | Cubicaje (cc.) | Vál. | Potencia (CV/ rpm) | Par (Nm/ rpm) | Vel. máx. (km/h) | Aceleración 0-100 km/h (s) | Consumo (l/100km) | Emisión CO2 (g/km) | S&S | Transmisión          | Rel. |
| -------- | ------ | --- | ---------- | ---------- | ----------- | ---- | -------------- | ---- | ------------------ | ------------- | ---------------- | -------------------------- | ----------------- | ------------------ | --- | -------------------- | ---- |
| 2.4      | Debut  |     | Tigershark | MultiAir   | Gasolina    | L4   |                | 16   | 184/ 6250          | 234/ 4600     |                  |                            |                   |                    |     | Delantera automática | 9    |
| 3.6      | Debut  |     | Pentastar  |            | Gasolina    | V6   |                | 24   | 295/ 6350          | 354/ 4250     |                  |                            |                   |                    |     | Delantera automática | 9    |
| 3.6 AWD  | Debut  |     | Pentastar  |            | Gasolina    | V6   |                | 24   | 295/ 6350          | 354/ 4250     |                  |                            |                   |                    |     | 4x4 automática       | 9    |

### Infoentretenimiento
El Chrysler 200 cuenta con cuatro tipos de sistema Uconnect, RA1 con pantalla de tres pulgadas, RA2 con pantalla táctil de cinco pulgadas y RA3 y RA4 con pantalla táctil de 8.4 pulgadas.

### Publicidad

#### Superbowl
Para el Super Bowl XLV, Chrysler compró un anuncio de dos minutos de duración protagonizado por el cantante Eminem, con el lema Importado de Detroit. Chrysler estaba pensando en usar el Chrysler 300 en el anuncio, ya que tenía un precio de venta más alto que el 200 y también disfrutó de mejores comunicados de opiniones, pero rápidamente rechazó la idea ya que el 300 no se fabrica en los Estados Unidos (se producía en Ontario, Canadá) y no encajaría con el nuevo lema de la compañía. Este anuncio gozó de gran popularidad entre los espectadores, con el término "Chrysler 200" es el segundo término más buscado en Google el día después del Super Bowl, y el tráfico de búsquedas para el vehículo subiendo un 685 por ciento en AOL Autos. Poco después de ser subido a YouTube después de la Super Bowl, el anuncio recibió rápidamente más de 5 millones de visitas. A partir de agosto de 2013, el vídeo tiene más de 16 millones de visitas.
Después de esto, el Chrysler 300 quedó superado en ventas por el Chrysler 200.

### Fábrica
El Chrysler 200 se elabora en la fábrica de Chrysler Sterling Heights.

### Galería

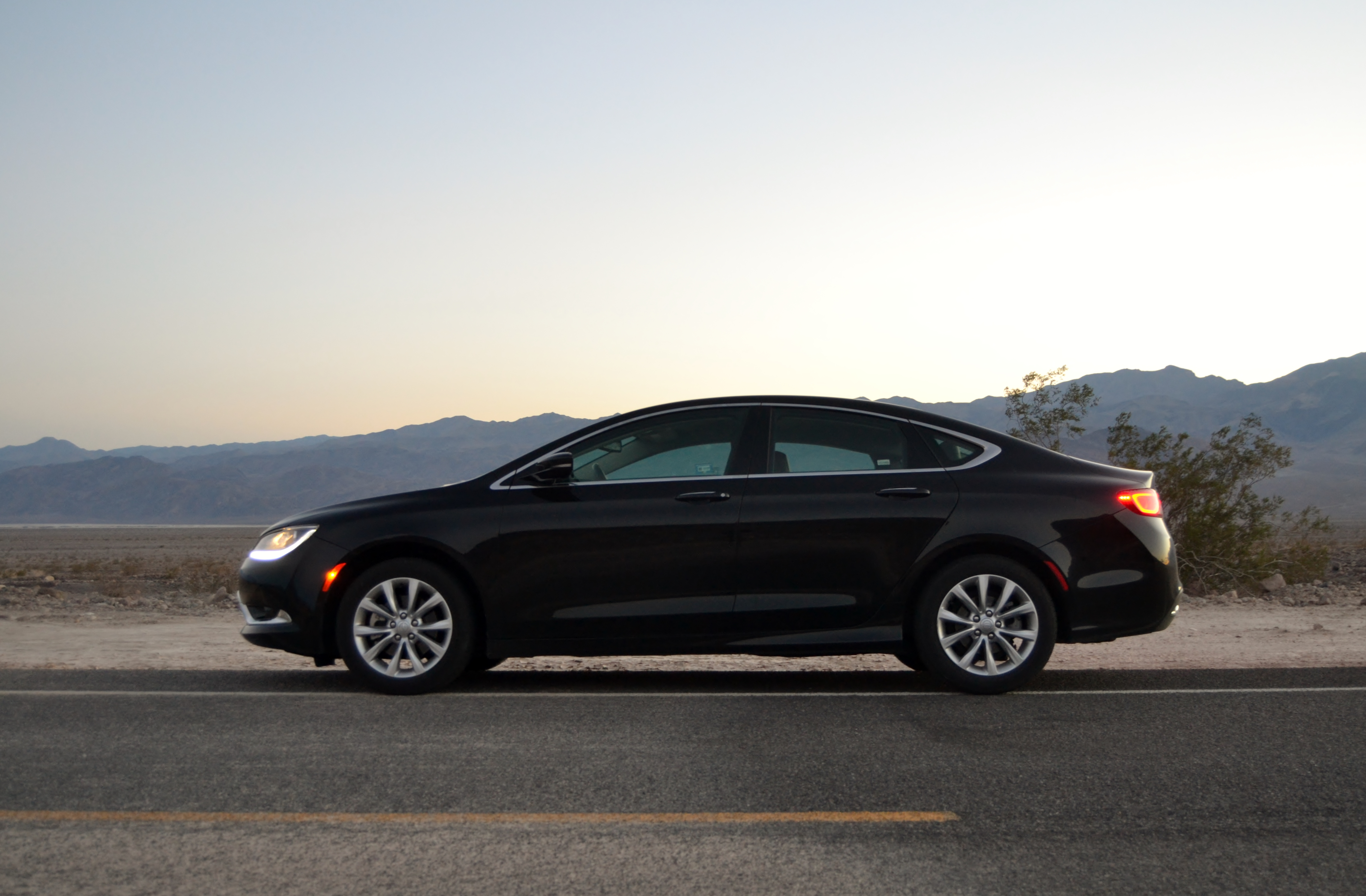
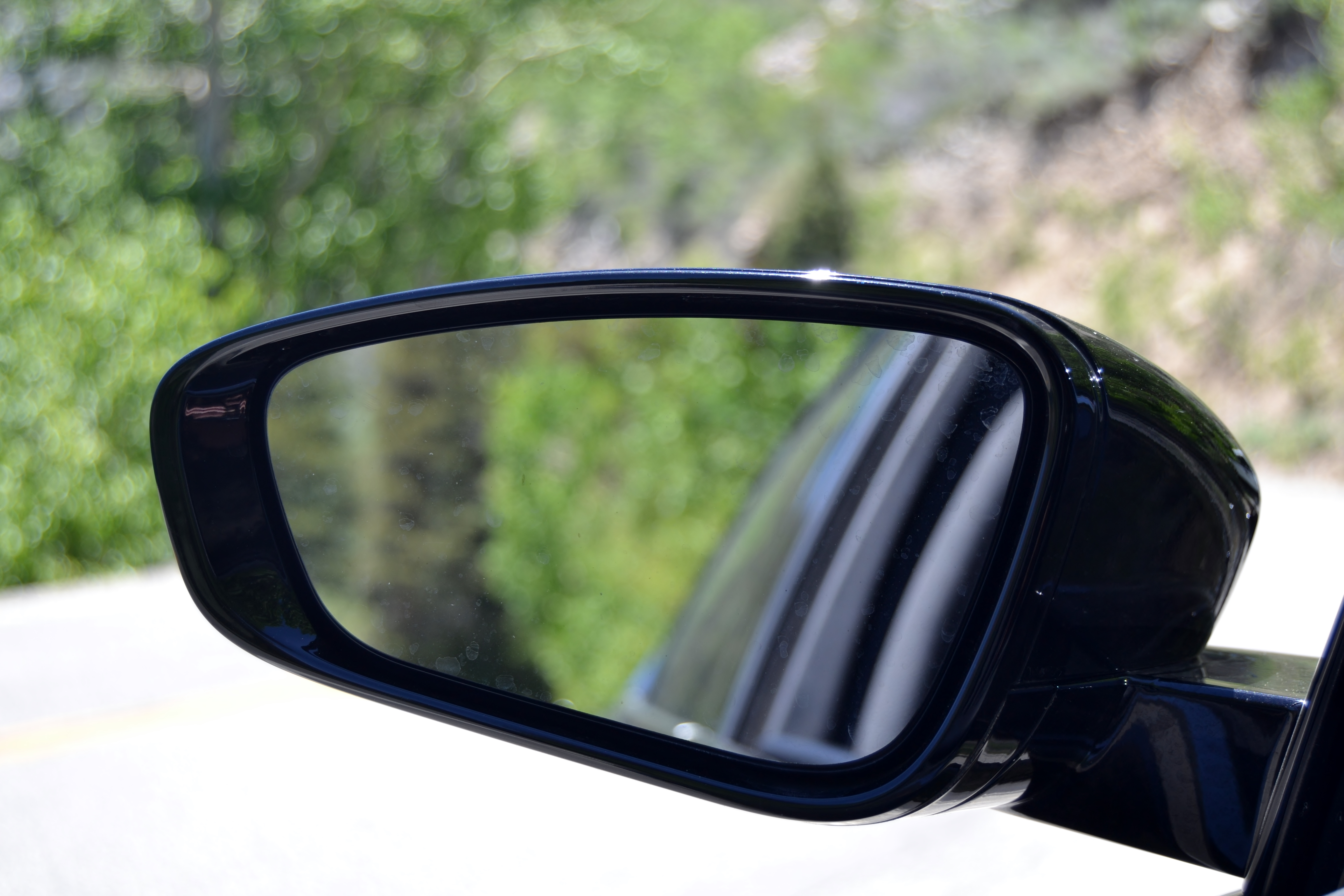
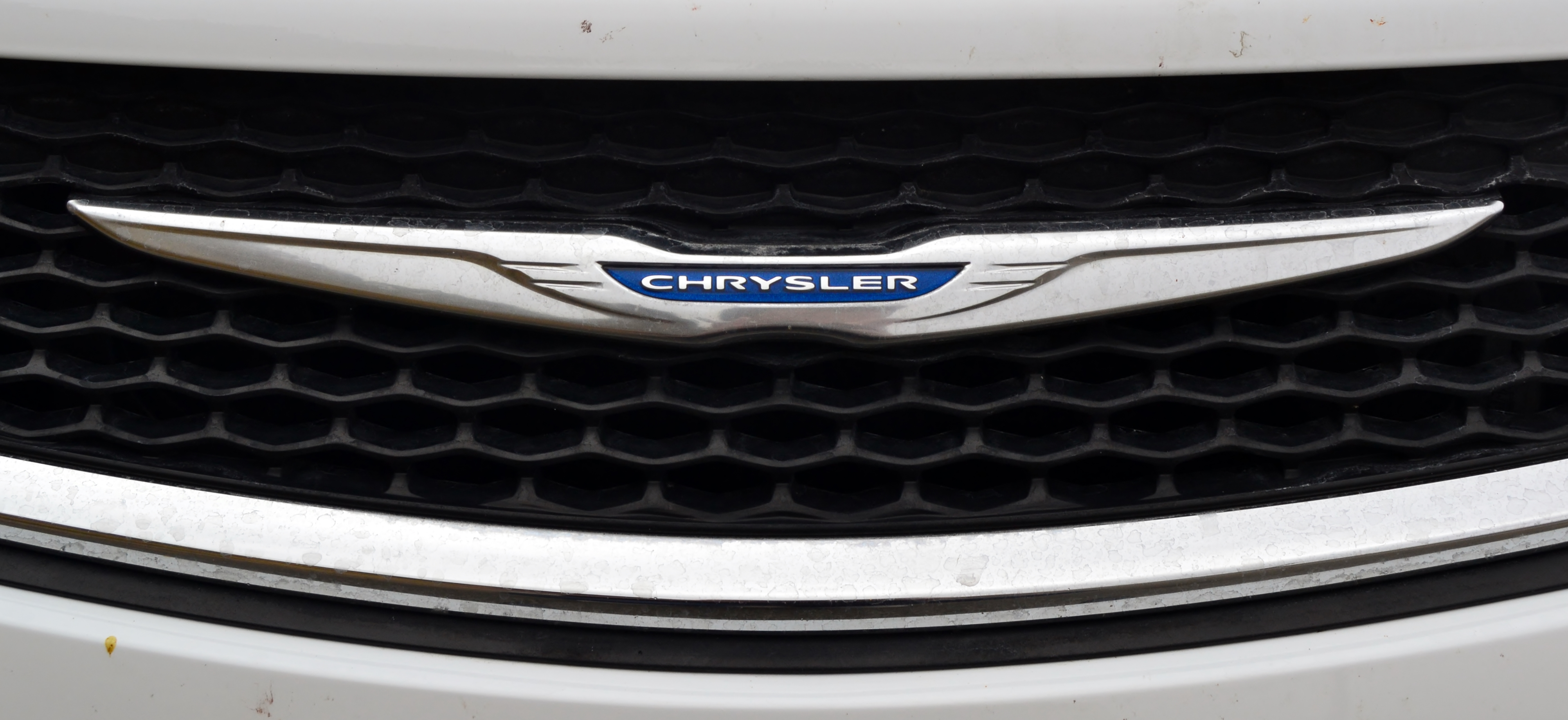
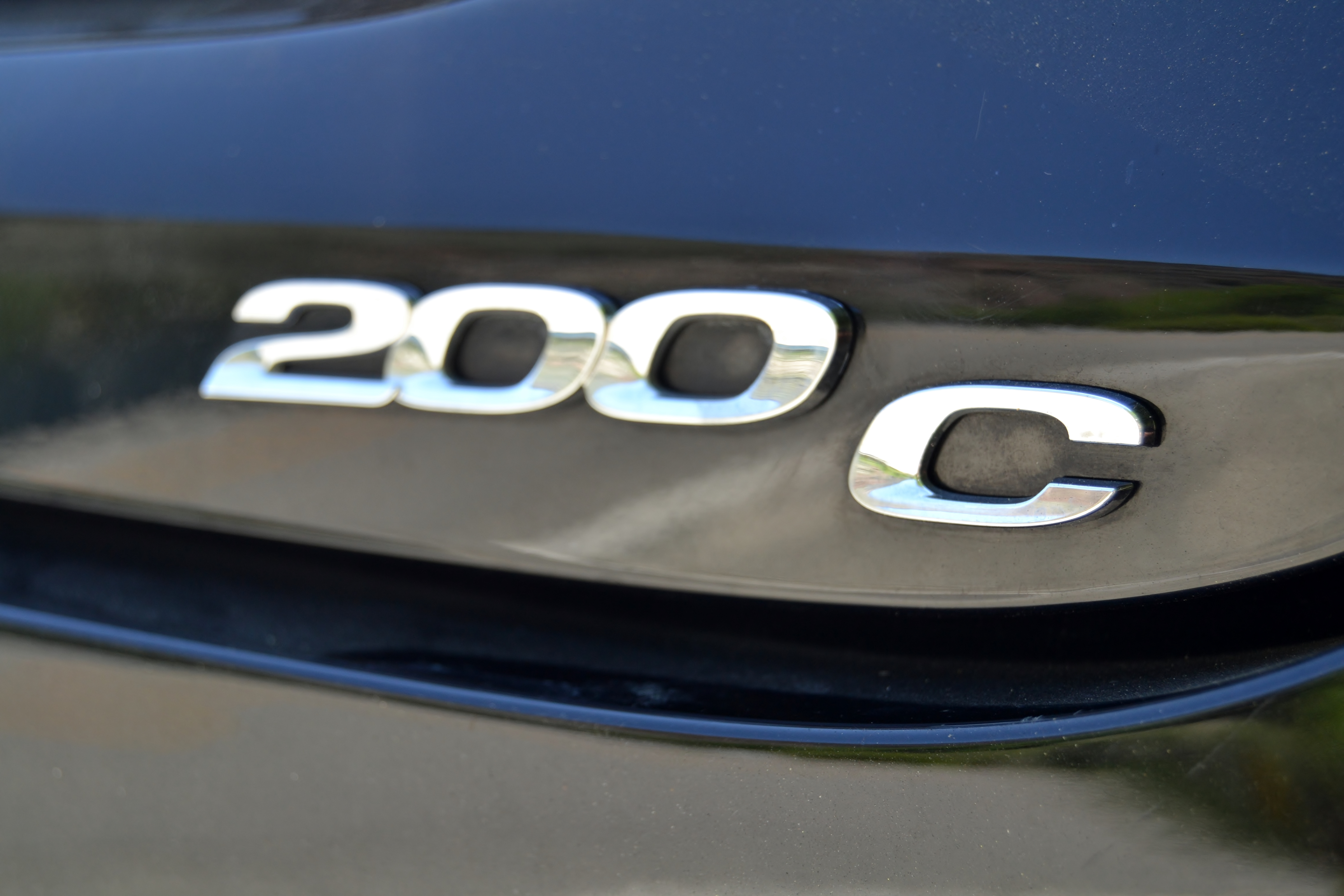

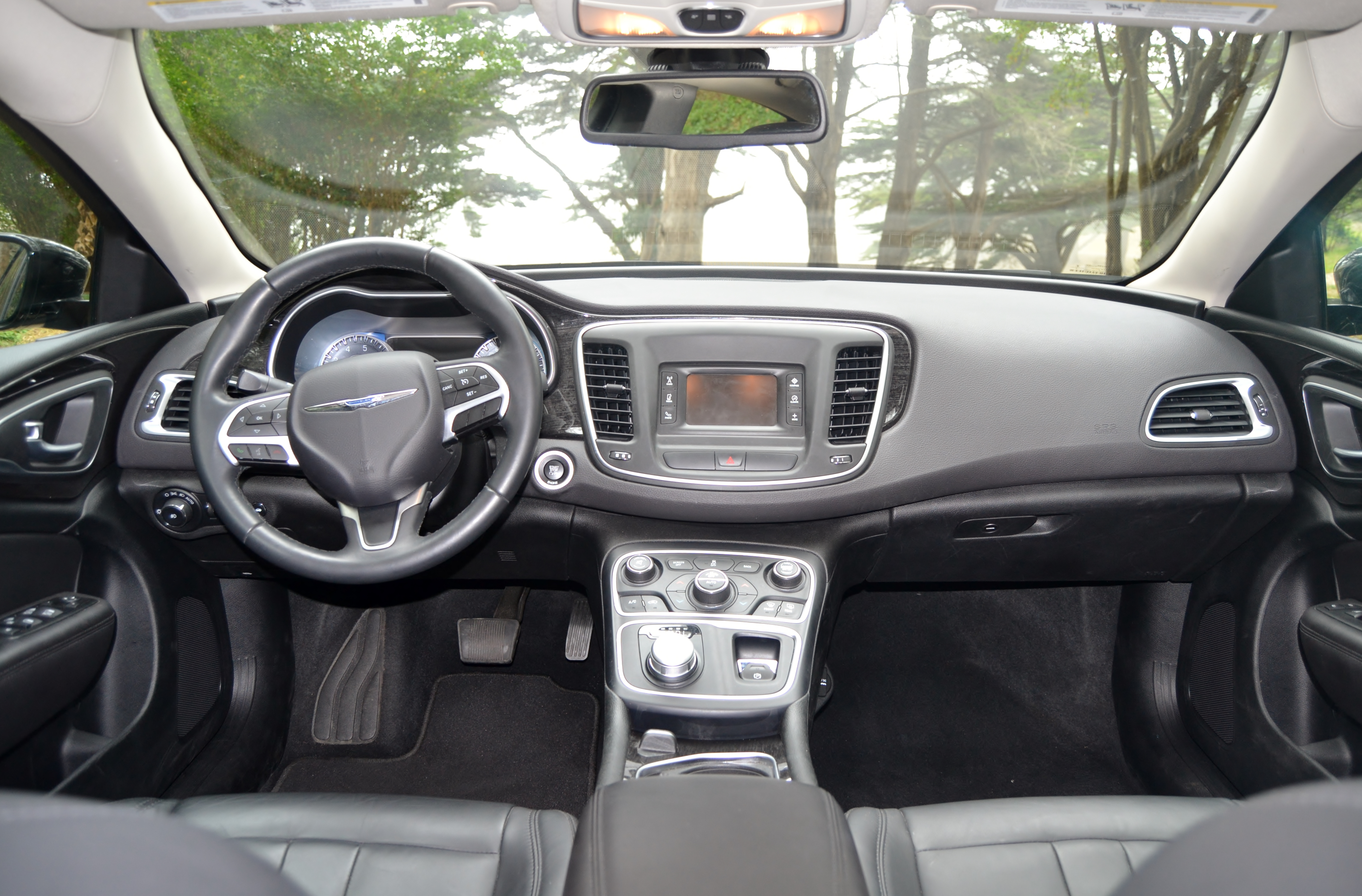
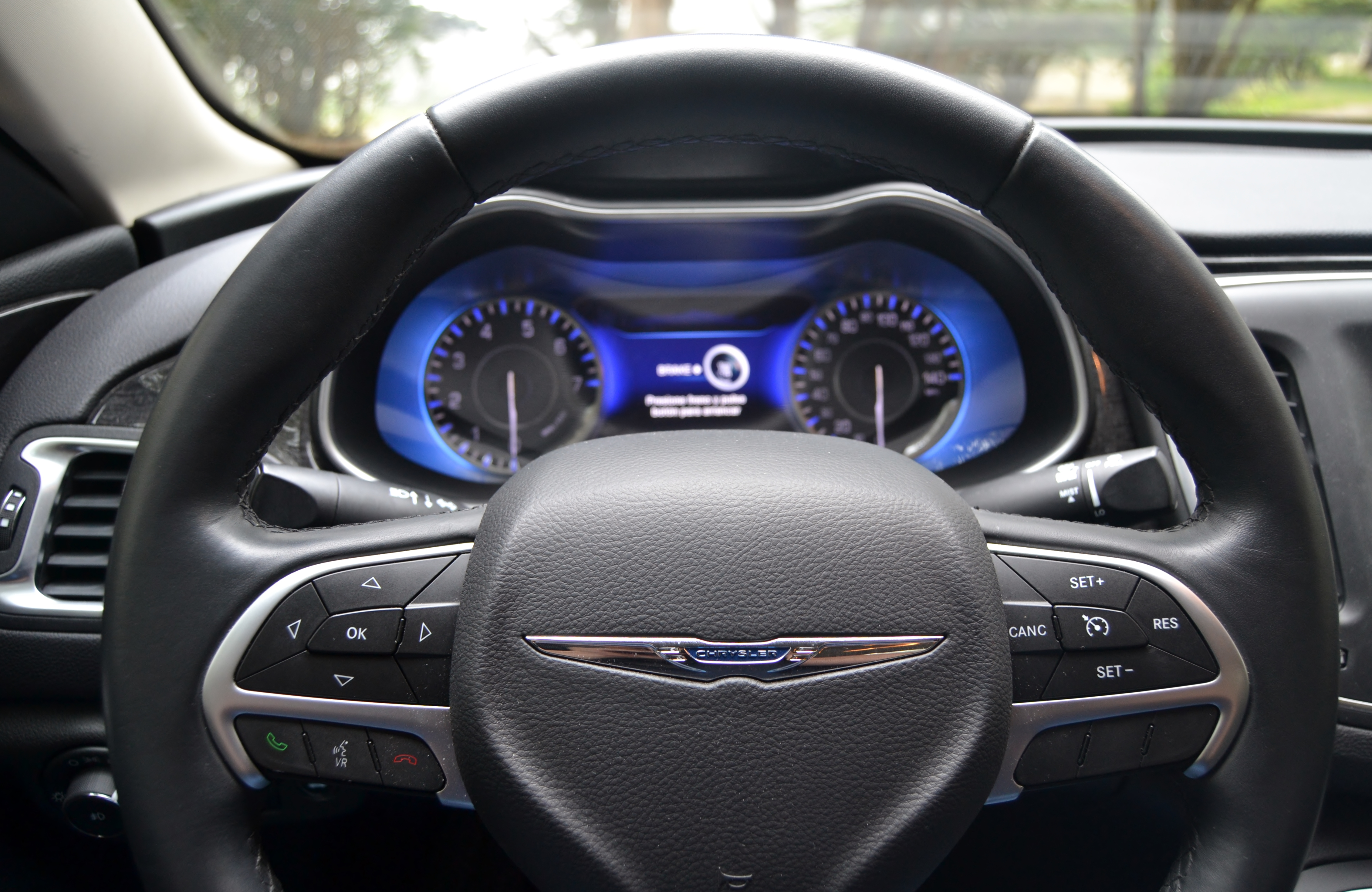
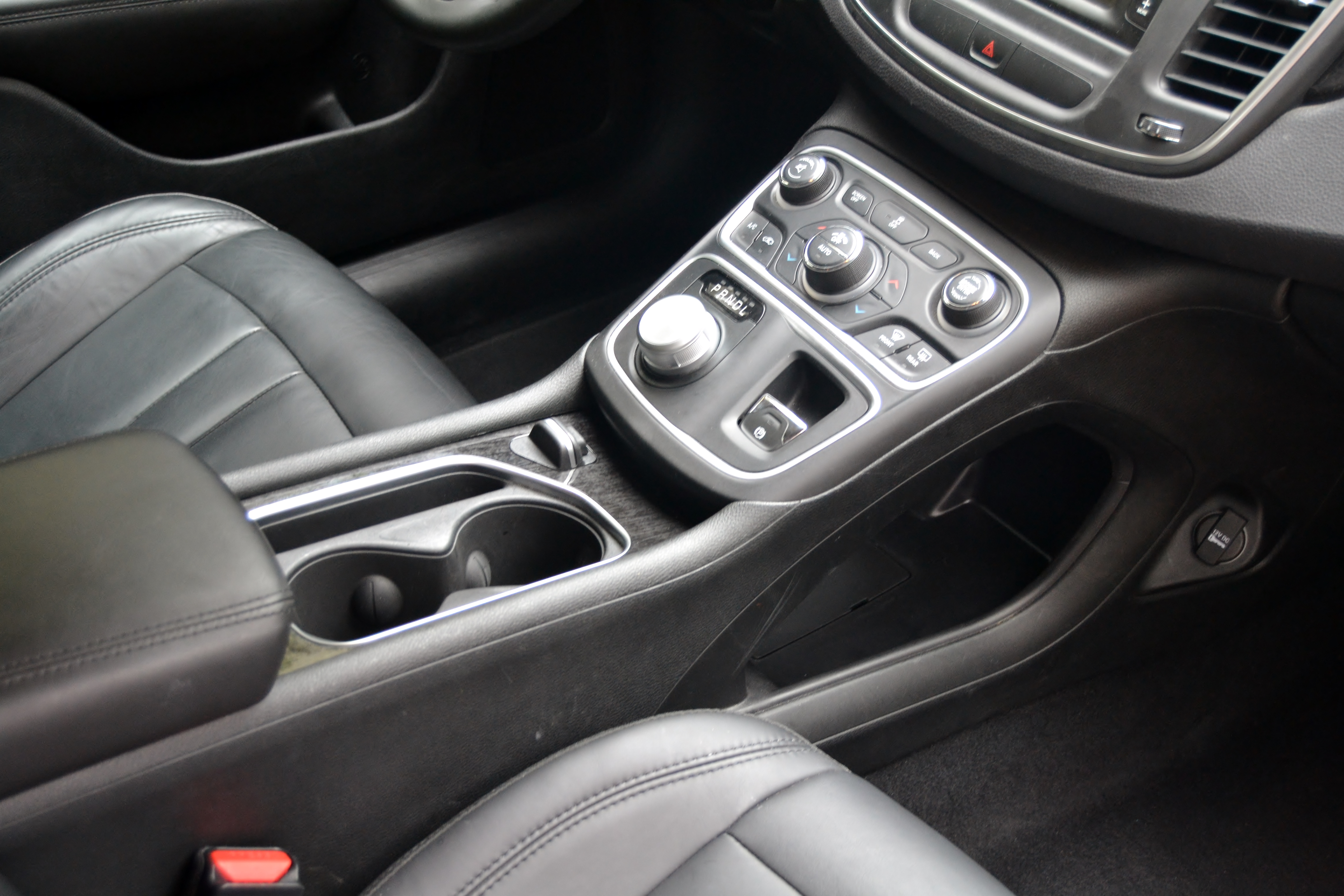
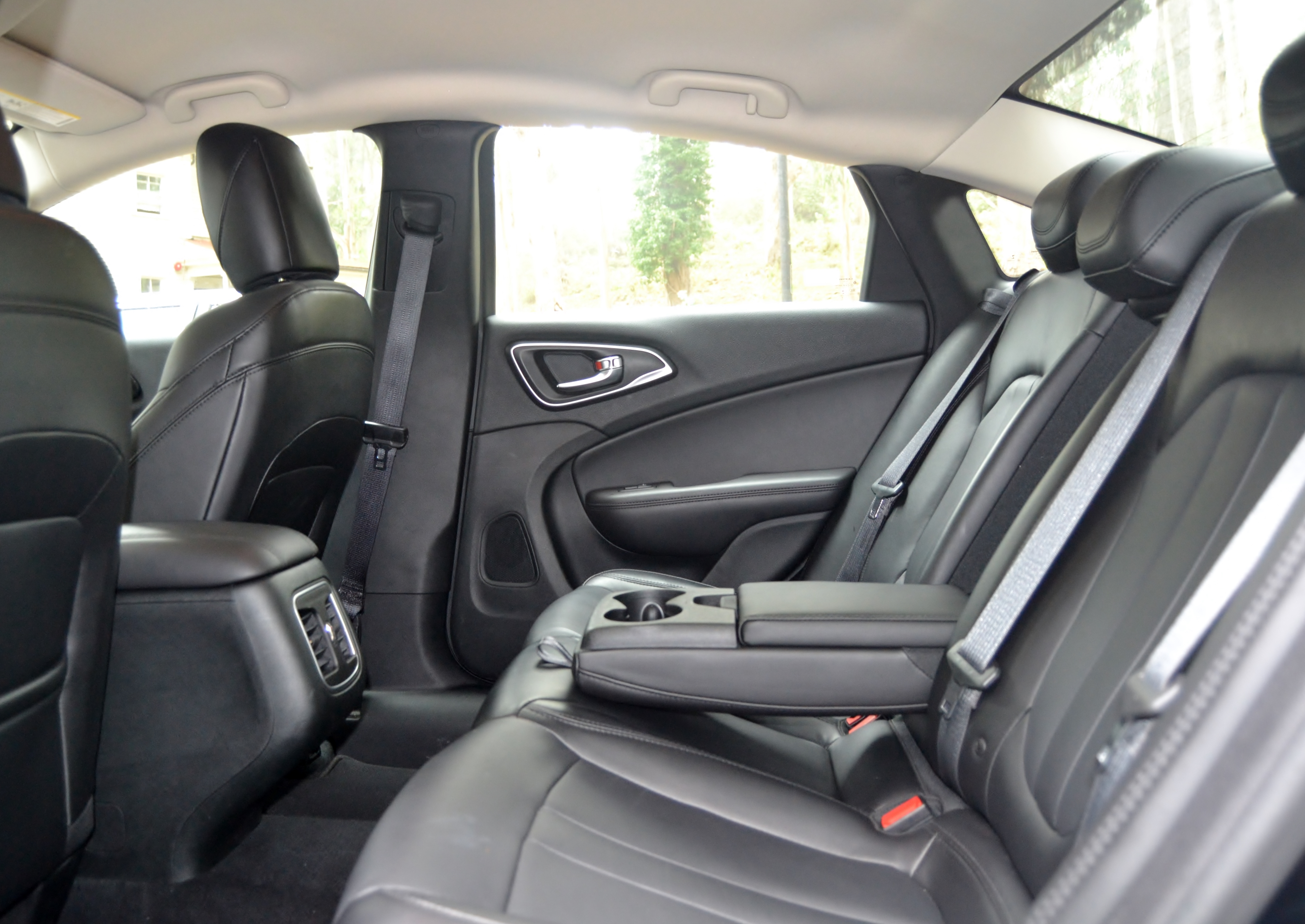
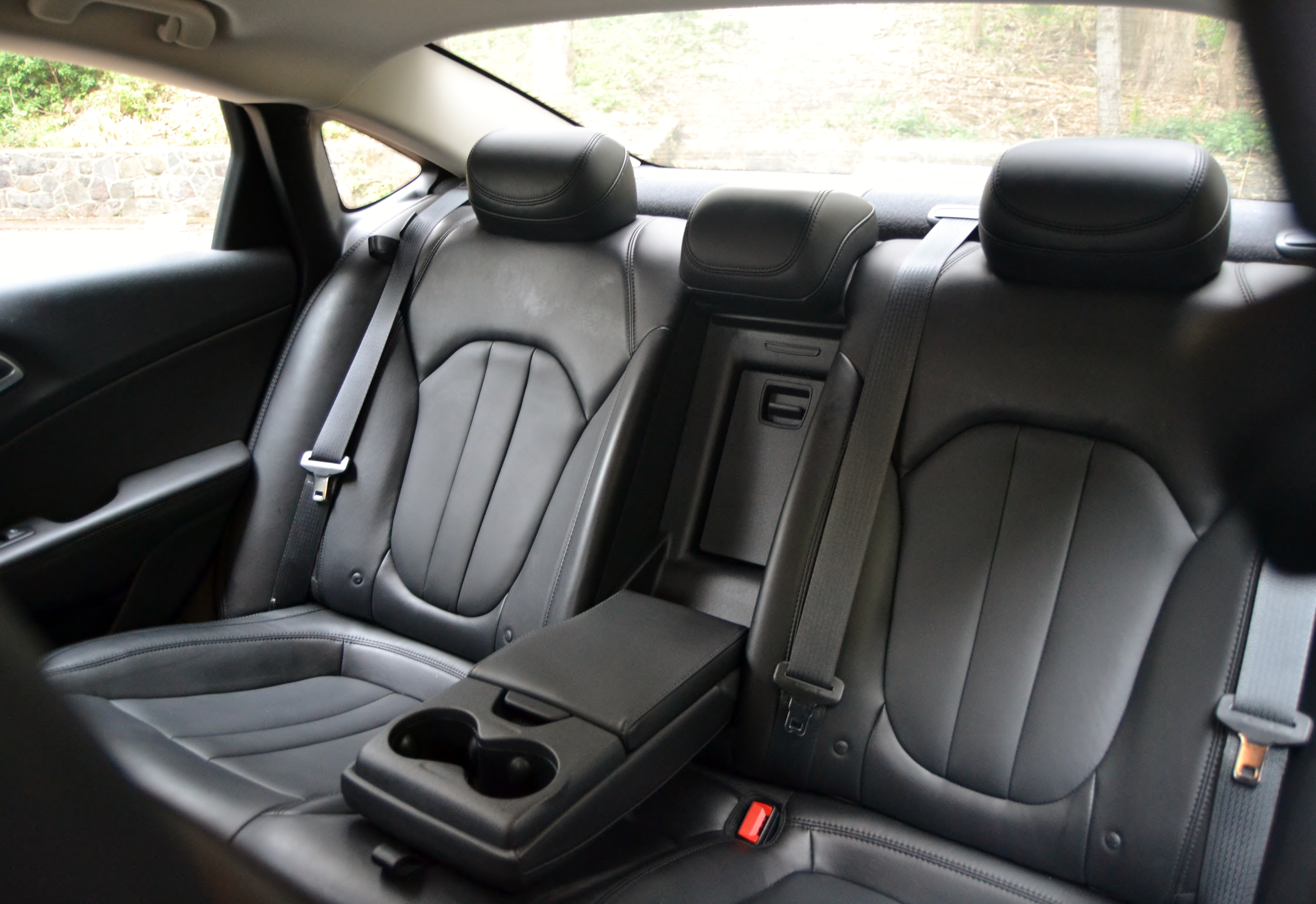